# Carson Tanguilig
Carson Tanguilig (Alpharetta, Georgia, 31 de julio de 2003) es una tenista estadounidense. Jugando tenis universitario para los North Carolina Tar Heels, ganó el campeonato de dobles de la NCAA en 2023 con Fiona Crawley.

## Primeros años de vida
Tanguilig creció en Alpharetta, Georgia. Fue a la escuela secundaria Johns Creek, donde quedó invicta como estudiante de primer año en su único año de tenis en la escuela secundaria. Además de competir en varios eventos nacionales de tenis juvenil, jugó baloncesto con una guardia titular de 5 pies 10 pulgadas (1,8 m) en la escuela secundaria. En el Circuito Junior de la ITF de 2016 a 2020, ganó cuatro títulos de dobles y alcanzó el puesto 507 en la clasificación máxima.

## Carrera universitaria

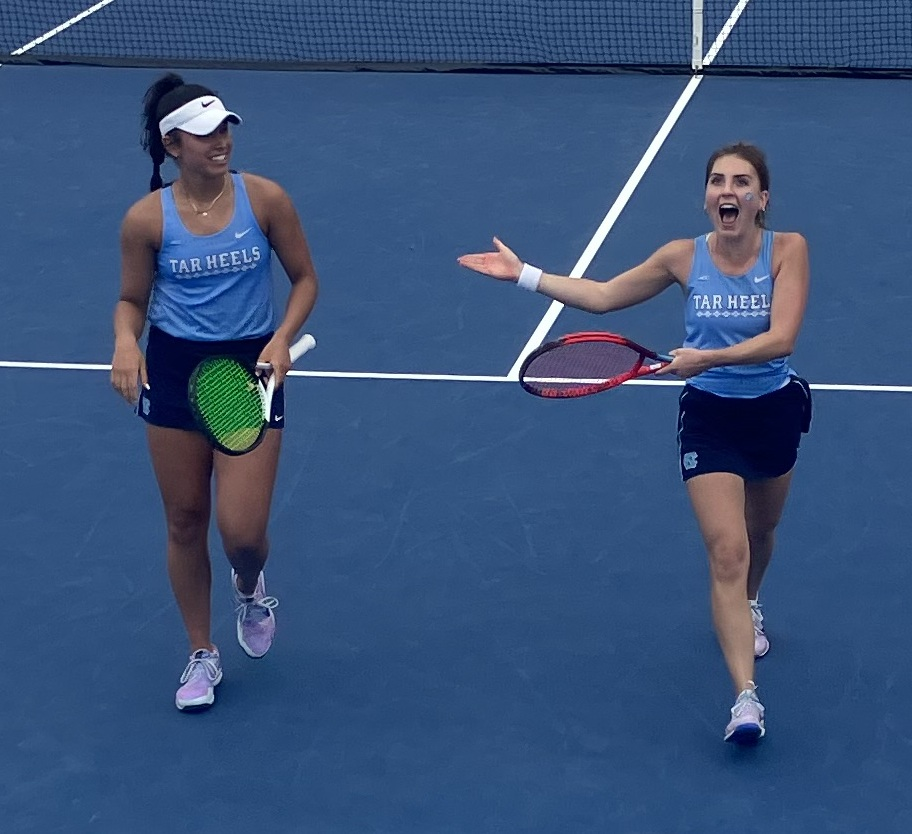
Tanguilig (izquierda) y Fiona Crawley en 2023.

En su primer año en Carolina del Norte en 2021-2022, Tanguilig compiló un récord 32–7 en individuales y un récord de 28–10 en dobles, asociándose principalmente con Cameron Morra. Tanguilig y Morra ganaron un torneo regional de la Asociación Intercolegial de Tenis (ITA) en el otoño. En los Campeonatos de la NCAA de 2022, donde ayudó a la primera cabeza de serie de Carolina del Norte a llegar a las semifinales por equipos, también alcanzó los octavos de final en individuales y dobles.
La próxima temporada, se destacó en dobles con Fiona Crawley. La pareja tomó el ranking nacional de dobles No. 1 luego de una victoria regional de ITA y un subcampeonato nacional en el otoño de 2022. En individuales, jugó principalmente en el puesto número 3 de Carolina del Norte, pero llegó al puesto número 7 a nivel nacional. En los Campeonatos de la NCAA de 2023, Carolina del Norte ganó su primer título de equipo nacional. Tanguilig venció a Amelia Rajecki del estado de Carolina del Norte 6–4, 4–6, 6-3 en su partido de individuales en la final, logrando el cuarto punto de la victoria de su equipo por 4-1. Se asoció con Elizabeth Scotty durante la competencia por equipos de la NCAA, pero volvió a jugar con Crawley en el evento nacional de dobles, que ganaron, venciendo a sus compañeros de equipo Scotty y Reese Brantmeier en la final.